# ولادیمیر واسیلی
ولادیمیر واسیلی (کرواتی: Vladimir Vasilj؛ زادهٔ ۶ ژوئیهٔ ۱۹۷۵) دروازه‌بان فوتبال بازنشسته اهل کرواسی است.
از باشگاه‌هایی که در آن بازی کرده‌است می‌توان به دیناموزاگرب اشاره کرد.
وی همچنین در تیم ملی فوتبال کرواسی بازی کرده و عضو ترکیب بازیکنان این تیم در جام‌های جهانی ۱۹۹۸ و ۲۰۰۲ بوده است.